# Alan Marshall (productor)
Alan Marshall (Londres, 12 de agosto de 1938) es un productor de cine británico.

## Carrera
En 1967, Marshall estuvo trabajando como editor en Signal Films en Berwick. En 1970, él y el director Alan Parker montaron una agencia de publicidad, que consiguió numerosos premios tanto nacionales como internacionales. 
Antes de producir películas, Marshall y Parker empezaron con producciones de la TVC mediante la Alan Parker Productions. La primera película producida por ambos sería el musical de 1976 Bugsy Malone, que tuvo un gran éxito y donde consiguió ocho nominaciones a los Premios BAFTA. La pareja siguió su exitoso debut cinematográfico con el drama neo-noir de 1978 El expreso de medianoche (Midnight Express) escrito por Oliver Stone, con David Puttnam uniéndose al equipo de producción. La película fue nominada a seis Premios de la Academia, y se llevó a casa los Oscar al mejor guion y mejor banda sonora original. También fue nominada a la Palma de Oro del Festival de Cine de Cannes.
Marshall continuó su carrera como productor con trabajos tan exitosos como Fame, Shoot the Moon, y Pink Floyd – The Wall. Después de la película de 1987 El corazón del ángel (Angel Heart), Marshall decidió dejar de trabajar con Parker para embarcare en otros proyectos. Marshall fue el productor de películas tan conocidas como Homeboy, La escalera de Jacob (Jacob's Ladder), Instinto básico (Basic Instinct) y Hollow Man.

## Filmografía
Cine
| Año  | Título en español        | Título original   | Director        |
| ---- | ------------------------ | ----------------- | --------------- |
| 1976 | Bugsy Malone             | Bugsy Malone      | Alan Parker     |
| 1978 | El expreso de medianoche | Midnight Express  | Alan Parker     |
| 1980 | Fame                     | Fame              | Alan Parker     |
| 1982 | Después del amor         | Shoot the Moon    | Alan Parker     |
| 1982 | Pink Floyd – The Wall    |                   | Alan Parker     |
| 1984 | Otro país                | Another Country   | Marek Kanievska |
| 1984 | Birdy                    | Birdy             | Alan Parker     |
| 1987 | El corazón del ángel     | Angel Heart       | Alan Parker     |
| 1988 | Homeboy                  | Homeboy           | Michael Seresin |
| 1990 | La escalera de Jacob     | Jacob's Ladder    | Adrian Lyne     |
| 1992 | Instinto básico          | Basic Instinct    | Paul Verhoeven  |
| 1993 | Máximo riesgo            | Cliffhanger       | Renny Harlin    |
| 1995 | Showgirls                | Showgirls         | Paul Verhoeven  |
| 1997 | Starship Troopers        | Starship Troopers | Paul Verhoeven  |
| 2000 | El hombre sin sombra     | Hollow Man        | Paul Verhoeven  |